# Ekstraklasa 2019-2020
L'Ekstraklasa 2019-2020, nota anche come PKO Bank Polski Ekstraklasa 2019-2020 per ragioni di sponsorizzazione, è stata la 94ª edizione della massima serie del campionato polacco di calcio, l'86ª edizione nel formato di campionato. La stagione, iniziata il 19 luglio 2019, è stata sospesa il 13 marzo 2020 a causa dell'emergenza dovuta alla pandemia di COVID-19, è ripresa il 29 maggio 2020 ed è terminata il 19 luglio 2020. Il Piast Gliwice era la squadra campione in carica. Il Legia Varsavia ha conquistato il quattordicesimo trofeo della sua storia.

## Stagione

### Novità
Dalla Ekstraklasa 2018-2019 sono stati retrocessi in I liga il Miedź Legnica e il Zagłębie Sosnowiec, mentre dalla I liga 2018-2019 sono stati promossi il Raków Częstochowa e l'ŁKS.

### Formula
Il campionato si svolge in due fasi: nella prima le sedici squadre partecipanti si affrontano in un girone all'italiana con partite di andata e ritorno, per un totale di 30 giornate. Successivamente, le squadre vengono divise in due gruppi in base alla classifica: le prime otto formano un nuovo girone e competono per il titolo e la qualificazione alle competizioni europee; le ultime otto, invece, lottano per non retrocedere in I liga. Al termine della competizione, nel girone per il titolo, la squadra prima classificata è campione di Polonia e si qualifica per il secondo turno della UEFA Champions League 2020-2021, mentre le squadre classificate al secondo e al terzo posto si qualificano per il primo turno della UEFA Europa League 2020-2021, assieme alla vincitrice della Coppa di Polonia. Nel girone per la salvezza le ultime tre classificate retrocedono direttamente in I liga.

## Squadre partecipanti
| Club              | Città       | Stadio                           | Stagione precedente      |
| ----------------- | ----------- | -------------------------------- | ------------------------ |
| Arka Gdynia       | Gdynia      | Stadion GOSiR                    | 13º posto in Ekstraklasa |
| Górnik Zabrze     | Zabrze      | Stadion im. Ernesta Pohla        | 11º posto in Ekstraklasa |
| Jagiellonia       | Białystok   | Stadion Miejski                  | 5º posto in Ekstraklasa  |
| Korona Kielce     | Kielce      | Stadion Miejski                  | 10º posto in Ekstraklasa |
| KS Cracovia       | Cracovia    | Stadion Cracovii                 | 4º posto in Ekstraklasa  |
| Lech Poznań       | Poznań      | Stadion Miejski                  | 8º posto in Ekstraklasa  |
| Lechia Danzica    | Danzica     | Stadion Energa Gdańsk            | 3º posto in Ekstraklasa  |
| Legia Varsavia    | Varsavia    | Pepsi Arena                      | 2º posto in Ekstraklasa  |
| ŁKS               | Łódź        | Stadion Miejski                  | 2º posto in I liga       |
| Piast Gliwice     | Gliwice     | Stadion Piasta Gliwice           | Campione di Polonia      |
| Pogoń Stettino    | Stettino    | Stadion Miejski                  | 7º posto in Ekstraklasa  |
| Raków Częstochowa | Częstochowa | Stadion GKS (Bełchatów)          | 1º posto in I liga       |
| Śląsk Breslavia   | Breslavia   | Stadion Miejski                  | 12º posto in Ekstraklasa |
| Wisła Cracovia    | Cracovia    | Stadion Miejski                  | 9º posto in Ekstraklasa  |
| Wisła Płock       | Płock       | Stadion im. Kazimierza Górskiego | 14º posto in Ekstraklasa |
| Zagłębie Lubin    | Lubin       | Dialog Arena                     | 6º posto in Ekstraklasa  |

## Prima fase

### Classifica finale
|  | Pos. | Squadra           | Pt | G  | V  | N  | P  | GF | GS | DR  |
|  | ---- | ----------------- | -- | -- | -- | -- | -- | -- | -- | --- |
|  | 1.   | Legia Varsavia    | 60 | 30 | 19 | 3  | 8  | 63 | 30 | +33 |
|  | 2.   | Piast Gliwice     | 53 | 30 | 16 | 5  | 9  | 36 | 26 | +10 |
|  | 3.   | Śląsk Breslavia   | 49 | 30 | 13 | 10 | 7  | 42 | 33 | +9  |
|  | 4.   | Lech Poznań       | 49 | 30 | 13 | 10 | 7  | 55 | 29 | +26 |
|  | 5.   | KS Cracovia       | 46 | 30 | 14 | 4  | 12 | 39 | 29 | +10 |
|  | 6.   | Pogoń Stettino    | 45 | 30 | 12 | 9  | 9  | 29 | 31 | -2  |
|  | 7.   | Jagiellonia       | 44 | 30 | 12 | 8  | 10 | 41 | 39 | +2  |
|  | 8.   | Lechia Danzica    | 43 | 30 | 11 | 10 | 9  | 40 | 42 | -2  |
|  | 9.   | Górnik Zabrze     | 41 | 30 | 10 | 11 | 9  | 39 | 38 | +1  |
|  | 10.  | Raków Częstochowa | 41 | 30 | 12 | 5  | 13 | 38 | 43 | -5  |
|  | 11.  | Zagłębie Lubin    | 38 | 30 | 10 | 8  | 12 | 49 | 46 | +3  |
|  | 12.  | Wisła Płock       | 38 | 30 | 10 | 8  | 12 | 37 | 50 | -13 |
|  | 13.  | Wisła Cracovia    | 35 | 30 | 10 | 5  | 15 | 37 | 47 | -10 |
|  | 14.  | Korona Kielce     | 30 | 30 | 8  | 6  | 16 | 21 | 37 | -16 |
|  | 15.  | Arka Gdynia       | 29 | 30 | 7  | 8  | 15 | 28 | 47 | -19 |
|  | 16.  | ŁKS               | 21 | 30 | 5  | 6  | 19 | 26 | 53 | -27 |

Legenda:
      Ammessa al girone per il titolo.
      Ammessa al girone per la salvezza.
Note:
Tre punti a vittoria, uno a pareggio, zero a sconfitta.
La classifica viene stilata secondo i seguenti criteri:
- Punti conquistati
- Punti conquistati negli scontri diretti
- Differenza reti negli scontri diretti
- Reti realizzate negli scontri diretti
- Goal fuori casa negli scontri diretti (solo tra due squadre)
- Differenza reti generale
- Reti totali realizzate
- Classifica fair-play
- Sorteggio

### Risultati
|                   | ArG  | GZa  | Jag  | Kor  | KSC  | LcP  | LcD  | Leg  | ŁKS  | Pia  | Pog  | RCz  | Slą  | WCr  | WPł  | ZaL  |
| ----------------- | ---- | ---- | ---- | ---- | ---- | ---- | ---- | ---- | ---- | ---- | ---- | ---- | ---- | ---- | ---- | ---- |
| Arka Gdynia       | –––– | 1-0  | 0-3  | 1-1  | 0-1  | 0-0  | 2-2  | 0-1  | 1-1  | 0-0  | 1-1  | 3-2  | 2-1  | 0-0  | 1-2  | 2-1  |
| Górnik Zabrze     | 2-0  | –––– | 3-0  | 3-0  | 3-2  | 1-3  | 2-2  | 2-0  | 1-1  | 1-1  | 3-1  | 1-0  | 0-0  | 4-2  | 2-2  | 1-0  |
| Jagiellonia       | 2-0  | 3-1  | –––– | 0-0  | 3-2  | 1-1  | 3-0  | 0-0  | 2-0  | 0-2  | 2-3  | 0-1  | 1-0  | 3-2  | 2-2  | 0-1  |
| Korona Kielce     | 0-1  | 0-0  | 0-2  | –––– | 1-0  | 0-3  | 1-2  | 1-2  | 1-0  | 1-2  | 0-1  | 3-0  | 1-0  | 1-1  | 0-1  | 1-0  |
| KS Cracovia       | 3-1  | 1-1  | 0-1  | 1-0  | –––– | 2-1  | 1-0  | 1-2  | 1-2  | 2-0  | 2-0  | 3-0  | 2-0  | 0-2  | 1-1  | 2-0  |
| Lech Poznań       | 1-1  | 4-1  | 1-1  | 0-0  | 1-2  | –––– | 2-0  | 0-1  | 2-0  | 3-0  | 4-0  | 3-0  | 1-3  | 4-0  | 4-0  | 1-2  |
| Lechia Danzica    | 4-3  | 1-1  | 1-1  | 2-0  | 1-3  | 2-1  | –––– | 0-2  | 3-1  | 1-0  | 0-1  | 0-3  | 1-1  | 0-0  | 2-0  | 1-2  |
| Legia Varsavia    | 5-1  | 5-1  | 4-0  | 4-0  | 2-1  | 2-1  | 1-2  | –––– | 3-1  | 1-2  | 1-2  | 3-1  | 0-0  | 7-0  | 3-1  | 1-0  |
| ŁKS Lodz          | 1-4  | 0-1  | 0-3  | 4-1  | 1-0  | 1-2  | 0-0  | 2-3  | –––– | 0-1  | 0-0  | 2-0  | 0-1  | 2-4  | 0-0  | 3-2  |
| Piast Gliwice     | 1-0  | 0-0  | 3-1  | 1-0  | 1-0  | 1-1  | 1-2  | 2-0  | 2-1  | –––– | 0-0  | 2-1  | 0-3  | 4-0  | 1-0  | 2-0  |
| Pogoń Stettino    | 2-0  | 1-1  | 1-2  | 0-1  | 1-0  | 1-1  | 1-1  | 3-1  | 1-0  | 1-0  | –––– | 1-2  | 0-0  | 1-0  | 1-2  | 0-3  |
| Raków Częstochowa | 2-0  | 2-1  | 2-1  | 0-1  | 1-3  | 2-3  | 2-1  | 2-2  | 1-1  | 2-0  | 0-0  | –––– | 1-0  | 1-0  | 1-2  | 2-1  |
| Sląsk Wrocław     | 2-1  | 2-1  | 1-1  | 2-1  | 2-1  | 1-1  | 2-2  | 0-3  | 4-0  | 2-1  | 1-1  | 1-1  | –––– | 2-1  | 3-1  | 4-4  |
| Wisła Cracovia    | 0-1  | 1-0  | 3-0  | 2-0  | 0-1  | 1-1  | 0-1  | 1-3  | 4-0  | 1-2  | 1-0  | 3-2  | 0-1  | –––– | 2-2  | 4-2  |
| Wisła Płock       | 4-1  | 1-1  | 3-1  | 1-4  | 0-0  | 0-2  | 1-2  | 1-0  | 2-1  | 2-1  | 2-3  | 0-2  | 1-2  | 2-1  | –––– | 1-1  |
| Zagłębie Lubin    | 2-0  | 2-0  | 2-2  | 1-1  | 1-1  | 3-3  | 4-4  | 2-1  | 3-1  | 0-3  | 0-1  | 2-2  | 3-1  | 0-1  | 5-0  | –––– |

## Girone per il titolo
Le squadre mantengono i punti conquistati nella stagione regolare.

### Classifica finale
|       | Pos. | Squadra         | Pt | G  | V  | N  | P  | GF | GS | DR  |
| ----- | ---- | --------------- | -- | -- | -- | -- | -- | -- | -- | --- |
|       | 1.   | Legia Varsavia  | 69 | 37 | 21 | 6  | 10 | 70 | 35 | +35 |
|       | 2.   | Lech Poznań     | 66 | 37 | 18 | 12 | 7  | 70 | 35 | +35 |
|       | 3.   | Piast Gliwice   | 61 | 37 | 18 | 7  | 12 | 41 | 32 | +9  |
|       | 4.   | Lechia Danzica  | 56 | 37 | 15 | 11 | 11 | 48 | 50 | -2  |
|       | 5.   | Śląsk Breslavia | 54 | 37 | 14 | 12 | 11 | 51 | 46 | +5  |
|       | 6.   | Pogoń Stettino  | 54 | 37 | 14 | 12 | 11 | 37 | 39 | -2  |
| [ 1 ] | 7.   | KS Cracovia     | 53 | 37 | 16 | 5  | 16 | 49 | 40 | +9  |
|       | 8.   | Jagiellonia     | 52 | 37 | 14 | 10 | 13 | 48 | 51 | -3  |

Legenda:
      Campione di Polonia e ammessa alla UEFA Champions League 2020-2021.
      Ammessa alla UEFA Europa League 2020-2021.
Note:
Tre punti a vittoria, uno a pareggio, zero a sconfitta.
La classifica viene stilata secondo i seguenti criteri:
- Punti conquistati
- Punti conquistati negli scontri diretti
- Differenza reti negli scontri diretti
- Reti realizzate negli scontri diretti
- Goal fuori casa negli scontri diretti (solo tra due squadre)
- Differenza reti generale
- Reti totali realizzate
- Classifica fair-play
- Sorteggio

### Risultati
|                | Jag  | KSC  | LcP  | LcD  | Leg  | Pia  | Pog  | Slą  |
| -------------- | ---- | ---- | ---- | ---- | ---- | ---- | ---- | ---- |
| Jagiellonia    | –––– |      |      | 1-2  | 0-0  |      |      | 2-1  |
| KS Cracovia    | 1-2  | –––– | 1-2  |      |      |      | 2-1  |      |
| Lech Poznań    | 4-0  |      | –––– | 3-2  | 2-1  |      | 0-0  |      |
| Lechia Danzica |      | 0-3  |      | –––– | 0-0  | 1-0  |      |      |
| Legia Varsavia |      | 2-0  |      |      | –––– | 1-1  | 1-2  | 2-0  |
| Piast Gliwice  | 2-0  | 1-1  | 0-2  |      |      | –––– |      | 1-0  |
| Pogoń Stettino | 2-2  |      |      | 0-1  |      | 1-0  | –––– |      |
| Sląsk Wrocław  |      | 3-2  | 2-2  | 1-2  |      |      | 2-2  | –––– |

## Girone per la salvezza
Le squadre mantengono i punti conquistati nella stagione regolare.

### Classifica finale
|  | Pos. | Squadra           | Pt | G  | V  | N  | P  | GF | GS | DR  |
|  | ---- | ----------------- | -- | -- | -- | -- | -- | -- | -- | --- |
|  | 9.   | Górnik Zabrze     | 53 | 37 | 14 | 11 | 12 | 51 | 47 | +4  |
|  | 10.  | Raków Częstochowa | 53 | 37 | 16 | 5  | 16 | 51 | 56 | -5  |
|  | 11.  | Zagłębie Lubin    | 53 | 37 | 15 | 8  | 14 | 61 | 53 | +8  |
|  | 12.  | Wisła Płock       | 51 | 37 | 14 | 9  | 14 | 45 | 54 | -9  |
|  | 13.  | Wisła Cracovia    | 45 | 37 | 13 | 6  | 18 | 44 | 56 | -12 |
|  | 14.  | Arka Gdynia       | 40 | 37 | 10 | 10 | 17 | 39 | 57 | -18 |
|  | 15.  | Korona Kielce     | 35 | 37 | 9  | 8  | 20 | 29 | 48 | -19 |
|  | 16.  | ŁKS               | 24 | 37 | 6  | 6  | 25 | 33 | 68 | -35 |

Legenda:
      Retrocessa in I liga 2020-2021
Note:
Tre punti a vittoria, uno a pareggio, zero a sconfitta.
La classifica viene stilata secondo i seguenti criteri:
- Punti conquistati
- Punti conquistati negli scontri diretti
- Differenza reti negli scontri diretti
- Reti realizzate negli scontri diretti
- Goal fuori casa negli scontri diretti (solo tra due squadre)
- Differenza reti generale
- Reti totali realizzate
- Classifica fair-play
- Sorteggio

### Risultati
|                   | ArG  | GZa  | Kor  | ŁKS  | RCz  | WCr  | WPł  | ZaL  |
| ----------------- | ---- | ---- | ---- | ---- | ---- | ---- | ---- | ---- |
| Arka Gdynia       | –––– | 1-2  |      | 3-2  |      |      |      | 3-2  |
| Górnik Zabrze     |      | –––– | 3-2  |      | 4-1  | 0-1  |      | 0-2  |
| Korona Kielce     | 1-1  |      | –––– | 2-0  | 0-1  |      |      |      |
| ŁKS Lodz          |      | 1-3  |      | –––– | 3-2  | 1-2  |      |      |
| Raków Częstochowa | 3-2  |      |      |      | –––– | 3-1  | 2-1  | 1-2  |
| Wisła Cracovia    | 0-1  |      | 1-1  |      |      | –––– | 1-0  |      |
| Wisła Płock       | 0-0  | 1-0  | 3-1  | 2-0  |      |      | –––– |      |
| Zagłębie Lubin    |      |      | 2-1  | 1-0  |      | 3-1  | 0-1  | –––– |

## Statistiche

### Classifica marcatori
Fonte: sito ufficiale.
| Gol |  |  | Giocatore            | Squadra           |
| --- |  |  | -------------------- | ----------------- |
| 24  |  |  | Christian Gytkjær    | Lech Poznań       |
| 16  |  |  | Jorge Félix          | Piast Gliwice     |
| 16  |  |  | Igor Angulo          | Górnik Zabrze     |
| 15  |  |  | Damjan Bohar         | Zagłębie Lubin    |
| 14  |  |  | Flávio Paixão        | Lechia Danzica    |
| 14  |  |  | Jarosław Niezgoda    | Legia Varsavia    |
| 12  |  |  | Rafael Lopes         | KS Cracovia       |
| 12  |  |  | Piotr Parzyszek      | Piast Gliwice     |
| 12  |  |  | Jesús Jiménez Núñez  | Górnik Zabrze     |
| 11  |  |  | Jesús Imaz           | Jagiellonia       |
| 10  |  |  | Dani Ramírez         | Lech Poznań       |
| 10  |  |  | Felicio Brown Forbes | Rakow Częstochowa |
| 10  |  |  | José Kanté           | Legia Varsavia    |

#### Premi individuali dell'Ekstraklasa
| Premio                 | Giocatore         | Squadra        |
| ---------------------- | ----------------- | -------------- |
| Miglior portiere       | Dušan Kuciak      | Lechia Danzica |
| Miglior difensore      | Artur Jędrzejczyk | Legia Varsavia |
| Miglior centrocampista | Domagoj Antolić   | Legia Varsavia |
| Miglior attaccante     | Christian Gytkjær | Lech Poznan    |
| Miglior giovane        | Michał Karbownik  | Legia Varsavia |
| Miglior giocatore      | Jorge Félix       | Piast Gliwice  |